# Eumen III.
Eumen III. (starogrško Εὐμένης Γʹ, latinizirano: Eumenes III.), prvotno Aristonik (starogrško Ἀριστόνικος, latinizirano: Aristónikos), je bil zahtevnik za prestol Pergamskega kraljestva. Vodil je upor proti rimskemu režimu in bil sprva uspešen. Zasedel je več mest na obali Anatolije in otok Samos in ubil rimskega konzula Publija Licinija Krasa Divesa Mucijana. Leta 129 pr. n. št. je Rimska republika upor zadušila, ko je v regijo poslala izkušenega konzula Marka Perperno. 

## Zahteva za prestol
Ko je leta 133 pr. n. št. umrl pergamonski kralj Atal III., je svoje kraljestvo zapustil Rimski republiki, da bi preprečil državljansko vojno. V oporoki je določil, da so Pergamon in ostala grška mesta izvzeta iz te zapuščine, vendar se Rimljani za to niso zmenili. Tiberij Sempronij Grakh je želel dediščino izkoristiti za financiranje svojih ambicioznih zemljiških reform. Zaradi nemira, ki je nastal iz tega, da je Grakh posegel v pristojnosti senata s tem, da je poskušal uporabiti svojo moč plebejskega tribuna za dodelitev dediščine. Aristonik, ki je trdil, da je nezakonski sin prejšnjega pergamskega kralja Eumena II. (vladal 197–160 pr. n. št.), očeta Atala III., je izkoristil negotovost in se razglasil za kralja Eumena III.

## Upor
Eumenov upor je naletel na ostro nasprotovanje ne le Rimljanov, ampak tudi okoliških grških mest. V zgodnjih fazah upora je namreč velik del spopadov potekal proti grškim mestom na anatolski obali. Po Strabonu je Eumen uspešno prepričal mesto Levke, da se priključi uporu, in zapustil regijo šele potem, ko so ga v pomorski bitki ob obali Kime pregnali Efežani. Preden so ga izgnali,  je v morskih napadih zavzel Samos, Mindos in Kolofon. Kjučnega pomena je bil uboj rimskega konzula Publija Licinija Krasa Diva Mucijana, ki je bil poslan, da bi poskusil vrniti Levke. 
Eumen je nato poiskal podporo na celini in obljubil svobodo tako sužnjem kot podložnikom, ki jih je imenoval "heliopoliti". Najbolj dovzetni za njegovo sporočilo so bili podložniki, ki so predstavljali večino delavcev v notranjosti kraljestva. Njegovi ideali se niso uveljavili v mestih, kjer so delali večinoma sužnji. V kolikšni meri je bil socialni revolucionar in v kolikšni zgolj dinastični kandidat za prestol, je težko reči, saj je njegovo ponudbo svobode morda spodbudil obup in ne resnična želja po reformi. V notranjosti je bil sprva uspešen, saj je zasedel Tiatiro in Apolonijo. Njegov upor je pospešila smrt Ariarata V. Kapadoškega, ki je skupaj z Mitridatom V. Pontskim, Nikomedom II. Bitinskim in Pilemenom Paflagonskim nasprotoval uporu v upanju, da bo pridobil naklonjenost Rima. Približno v tem času se mu je pridružil Blosij iz Kume, stoik in zagovornik Tiberija Grakha, ki je obljubil, da bo ustanovil državo Heliopolis, v kateri bodo vsi svobodni.

## Propad
Za naslednika ubitega konzula Krasa je bil leta  130 pr. n. št. imenovan konzul Mark Peperna, ki je že imel izkušnje z zadušitvijo uporov sužnjev na Siciliji. Po Justinu je Peperna porazil Eumena že v prvem spopadu. Lokacija spopada je sporna. Domneva se, da je to bila Stratonikeja v Lidiji. Upor se je končal. Ujetega Eumena so izstradali, da bi se podredil, in ga poslali v Rim. Njegov najpomembnejši zaveznik, Gaj Blosij, se je dobro zavedal jeze, ki jo bo Rim zgrnil nad njim, in se je ubil. 
Ko je Eumen prispel v Rim, so z njim paradirali skozi mesto in ga nato v zaporu Tulianum zadavili.  Perpernov naslednik v Aziji, Manij Akvilij, je kasneje reorganiziral Pergamonsko kraljestvo in ga razdelil med Rim ter Pontsko in Kapadoško kraljestvo.